# Thư Sướng
Thư Sướng (sinh ngày 1 tháng 12 năm 1987) là một nữ diễn viên, ca sĩ người Trung Quốc.

## Tiểu sử
Thư Sướng sinh ra tại Bạch Sơn, tỉnh Cát Lâm, Trung Quốc. Cha mẹ Thư Sướng ly hôn khi cô được 5 tháng tuổi. Hai mẹ con đã chuyển tới sống tại Bắc Kinh trong một gian phòng nhỏ khoảng 8m². Mẹ cô là người làm thuê cho người hàng xóm. Năm Thư Sướng 10 tuổi, mẹ qua đời. Sau đó cô sống cùng với chị họ.

## Sự nghiệp

### Điện ảnh
Thư Sướng bắt đầu đóng phim từ năm 15 tuổi. Lúc mới vào nghề cô vào những vai phụ nhưng khá sâu sắc như Thiên Sơn Đồng Lão trong Thiên long bát bộ, Đổng Ngạc Phi trong Hiếu Trang bí sử, Kim Mai Lệ trong Kim Phấn thế gia... Nhưng sau đó bằng khả năng diễn xuất của mình, Thư Sướng đã vào các vai chính như Tiểu Ngọc trong Bảo liên đăng, Thủy Sinh trong Liên thành quyết, Tinh vệ trong "Tinh Vệ lấp biển"... Năm 2002, Thư Sướng đoạt giải thưởng Kim Ưng dành cho diễn viên truyền hình triển vọng.

### Ca hát
Ngoài lĩnh vực điện ảnh, tài năng ca hát của Thư Sướng cũng phát triển khá sớm. Ngay từ năm 10 tuổi đã tổ chức đêm nhạc tại Thiên Tân và ra mắt đĩa hát, tuy nhiên hiện tại Thư Sướng chưa có ý định phát triển sự nghiệp ca hát của mình.

## Danh sách phim
| Năm  | Tên                                               | Vai diễn                                   | Bạn diễn | Số tập |
| ---- | ------------------------------------------------- | ------------------------------------------ | --- | ------ |
| 2017 | Long châu truyền kỳ                               | Tuyết Khuynh Thành/ Thư Uyển Tâm           | Kiều Chấn Vũ, Dương Tử, Mao Tử Tuấn, Nhậm Gia Luân, Tư Cầm Cao Oa, Lưu Học Nghĩa, Huỳnh Hải Băng, Hà Trung Hoa           |        |
| 2016 | Đại Đường Vinh Diệu                               | Mộ Dung Lâm Trí                            | Kiều Chấn Vũ, Cảnh Điềm, Nhậm Gia Luân, Mao Tử Tuấn                                                                      | 92     |
| 2016 | Tâm Như Thiết                                     | Nhược Hà (Quả táo nhỏ)                     | |        |
| 2016 | Tru Tiên - Thanh Vân Chí                          | Hồ ly Tiểu Bạch                            | Lý Dịch Phong, Dương Tử, Triệu Lệ Dĩnh, Nhậm Gia Luân, Mao Tử Tuấn, Đường Nghệ Hân, Trịnh Quốc Lâm, Khương Tịnh Nhàn     |        |
| 2016 | Càn Long Bí Sử                                    | Lâm Tần Tần                                | |        |
| 2015 | Hoạt Sắc Sinh Hương                               | Tiểu Nhã Huệ Tử                            | Lý Dịch Phong, Đường Yên, Trần Vỹ Đình, Lý Khuê Nhuế, Trương Minh Na, Đường Nghệ Hân, Hà Trung Hoa, Trương Tử Mộc        |        |
| 2014 | Chiếc Điện Thoại Thần Kỳ 2                        | Cô Ngốc                                    | Lý Tân, Tào Tuấn, Lưu Hi Viên, Trần Sáng, Hồng Ất Tâm, Tạ Trữ                                                            | 42     |
| 2013 | Phong Hỏa Giai Nhân                               | Đồng Dục Uyển                              | Trần Kiện Phong, Ngô Cẩn Ngôn, Kiều Chấn Vũ, Tô Thanh, Lý Quốc Lân                                                       |        |
| 2013 | Cung tỏa Liên Thành                               | Vân Tần Hải Đường/Mẫu Đơn                  | |        |
| 2012 | Cung tỏa châu liêm                                | Vân Tần Hải Đường/ Mẫu Đơn                 | Viên San San, Hà Thịnh Minh, Trần Hiểu, Dương Mịch, Dương Dung, Quách Thiện Ni, Tôn Phi Phi, Phùng Thiệu Phong, Điềm Nữu |        |
| 2012 | Thợ săn tiền thưởng                               | Lạc Cầm Tâm                                | |        |
| 2010 | Dương Tân Hài Tượng                               | Âu Bảo Muội                                | |        |
| 2010 | Tân Lưu Tam Tỷ                                    | Lưu Tam Tỷ                                 | |        |
| 2008 | Song thành biến tấu                               | Đường Âm                                   | |        |
| 2008 | Chiếc Điện Thoại Thần Kỳ                          | Cô Ngốc                                    | Lý Tân, Tiêu Ân Tuấn, Lưu Hi Viên, Trần Sáng, Hồng Ất Tâm, Tạ Trữ, Đinh Kiện,                                            | 42     |
| 2008 | Đại Minh kì tài                                   | Tào Trinh                                  | |        |
| 2008 | Xuân Thu Yên Thành                                | La Phu                                     | |        |
| 2008 | Tân Lộc đỉnh ký                                   | Kiến Ninh công chúa                        | Huỳnh Hiểu Minh, Hồ Khả, Hà Trác Ngôn, Ứng Thể Nhi, Lưu Vân, Hồ Đông, Chung Hán Lương, Từ Cẩm Giang, Kiều Chấn Vũ, Lý Na |        |
| 2007 | Nghĩa bản đồng tâm                                | Thượng Mẫn                                 | |        |
| 2006 | Ân Thương truyền kì                               | tiên nữ Đồng Dao                           | Nhiếp Viễn, Dương Tử, Lữ Tiêu, Hanh Kỳ Kỳ                                                                                |        |
| 2006 | Mùa mưa không trở lại                             | Mạnh Tư Gia                                | |        |
| 2006 | Ái Tại Lai Thời                                   | Chu Tĩnh Di/ Tác Nhã                       | |        |
| 2004 | Kê Tường Như Ý                                    | 2 chị em sinh đôi (Tinh Nhi và Nguyệt Nhi) | |        |
| 2004 | Thiếu niên Đại Khâm sai                           | Từ Liêm                                    | Tăng Chí Vĩ, Ngô Mạnh Đạt, Tiểu Đinh                                                                                     |        |
| 2004 | Bảo liên đăng (Bao Lian Dang)                     | Tiểu Ngọc                                  | Tào Tuấn, Tiêu Ân Tuấn, Lưu Hiểu Khánh, Nhan Đan Thần, Lâm Tương Bình                                                    | 35     |
| 2004 | Chuyện nàng Tinh vệ lấp biển (Lian ai da ying jia | Tinh Vệ                                    | Khương Chi Vũ, Lý Giải, Ngô Kì Long, Từ Thiếu Cường, Giả Á, Văn Vân Yến, Nhan Đan Thần                                   | 33     |
| 2003 | Thiên Long Bát Bộ (Tian Long Ba Bu - 天龙八部)    | Thiên Sơn Đồng Lão                         | Hồ Quân, Cao Hổ, Lâm Chí Dĩnh, Lưu Diệc Phi, Lưu Đào, Trần Hảo, Tu Khánh, Chung Lệ Đề, Kế Xuân Hoa,...                   |        |
| 2003 | Liên Thành Quyết                                  | Thủy Sinh                                  | Hà Mỹ Điền, Ngô Nhuế, Lục Tiểu Linh Đồng, Kế Xuân Hoa, Vu Thừa Huệ                                                       |        |
| 2002 | Kim Phấn thế gia (Jin Fen Shi Jia - 金粉世家)     | Kim Mai Lệ                                 | Đổng Khiết, Trần Khôn, Lưu Diệc Phi, Khấu Chấn Hải, Kiều Chấn Vũ                                                         |        |
| 2002 | Hiếu Trang bí sử                                  | Đổng Ngạc Phi                              | Ninh Tịnh, Mã Cảnh Đào, Hồ Tĩnh, Lưu Đức Khải, Dương Tử, Tư Cầm Cao Oa, Hứa Linh Ngọc                                    |        |
| 2001 | Hoàng cung bảo bối                                | Xảo Nguyệt                                 | |        |